# وزارة المالية (ليبيا)
وزارة المالية الليبية أو وزارة المالية في ليبيا هي وزارة أنشئت بعد عام 2011 خلفا للجنة الشعبية العامة للخزانة وتتبع الوزارة لرئاسة الحكومة الليبية وتتولى وزارة المالية مسؤولية رسم وتنفيذ السياسات المالية للدولة الليبية في إطار التوجهات العامة للحكومة.

## وظائف الوزارة
تقوم الوزارة بإعداد الميزانية العامة للدولة بالتعاون مع الوزارات والجهات الحكومية وذلك على النحو الذي يعكس التوجهات المالية للدولة وفي مقدمتها الارتقاء بالمستوى المعيشي للمواطنين وزيادة معدلات النمو الاقتصادي.
وفي هذا السياق من المفترض أن تحرص وزارة المالية على توجيه الاستثمار الحكومي بما يتفق مع السياسات المالية للدولة بالإضافة إلى إدارة الدين العام والإبقاء على معدلاته في الحدود المقبولة دولياً والعمل على تعزيز الاستقرار المالي من خلال الاستخدام الأمثل للموارد المالية المتاحة.
وتحرص الوزارة على تعزيز علاقات التعاون المشترك مع الدول الأخرى في المجالات المالية، من خلال التوقيع على الاتفاقيات التي تساهم في توفير الإطار القانوني لهذه العلاقات. وتشمل الاتفاقيات مثلا، اتفاقيات تجنب الازدواج الضريبي، واتفاقيات التجارة الحرة، والاتفاقيات الجمركية.

## جهات تابعة للوزارة
تتبع لوزارة المالية عدة جهات ومؤسسات وهي:
مصرف الادخار والاستثمار العقاري
مركز المعلومات والتوثيق
الشركة العامة لخدمات المراكز الإدارية
شركة الاستثمار الوطني
مصلحة الجمارك الليبية
مصلحة الضرائب الليبية
المصرف الريفي
صندوق تصفية الشركات العامة والأجهزة المنحلة